# Étampes-sur-Marne
Étampes-sur-Marne ist eine französische Gemeinde  mit 1.331 Einwohnern (Stand: 1. Januar 2022) im Département Aisne in der Region Hauts-de-France. Sie liegt, im Arrondissement Château-Thierry. Étampes-sur-Marne gehört zum Kanton Château-Thierry und zum Gemeindeverband Région de Château-Thierry. Die Einwohner werden Étampois genannt.

## Geografie
Étampes-sur-Marne ist ein südlicher Vorort der Stadt Château-Thierry, deren Bahnhof zu einem kleinen Teil auf dem Gebiet von Étampes-sur-Marne liegt, im Tal der Marne, etwa 81 Kilometer ostnordöstlich von Paris. Umgeben ist Étampes-sur-Marne von den Nachbargemeinden Château-Thierry im Nordwesten und Norden, Chierry im Nordosten und Osten, Nesles-la-Montagne im Süden sowie Nogentel im Südwesten und Westen.

## Bevölkerungsentwicklung
| Jahr                       | 1962 | 1968 | 1975 | 1982 | 1990 | 1999 | 2006 | 2013 | 2021 |
| Einwohner                  | 880  | 1363 | 1224 | 1246 | 1358 | 1313 | 1235 | 1176 | 1335 |
| Quellen: Cassini und INSEE |      |      |      |      |      |      |      |      |      |

## Sehenswürdigkeiten
- Kirche Sainte-Marie de l’Assomption

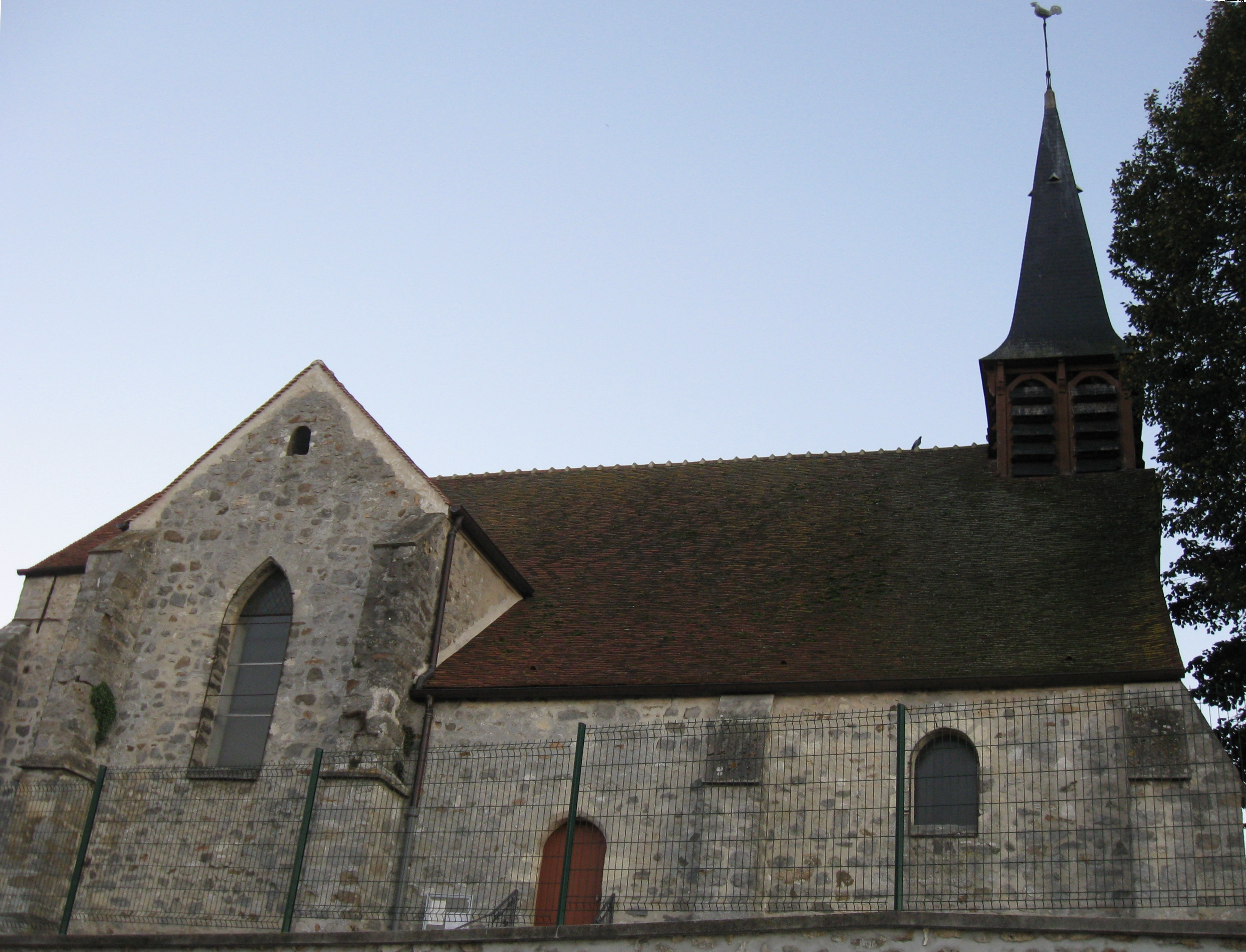
Sainte-Marie-de-l’Assomption